# كنيسة مار تقلا
كنيسة مار تقلا هي دير وكنيسة، يقع في بلدة معلولا الأرامية في محافظة ريف دمشق. تتوضع الكنيسة على بنية صخرية يضم دير مار تقلا رفات القديسة تقلا ابنة أحد الأمراء السلوقيين وتلميذة القديس بولس زوار إلى الدير. وفيها أيضا ماءً يعتبر مقدساً عند المسيحين يتبركون منه، ويقع في مكان بارز من القرية ويطل من جوف الكهف الصخري الذي عاشت فيه بعد هروبها من أهل السوء حيث لا يزال هذا الكهف ظاهراً حتى اليوم وفي رحابه بني دير مار تقلا الذي بقي حتى الآن رمزاً للقداسة وحياة القديسين.
وتعيش اليوم في دير مار تقلا رهبنة نسائية ترعى شؤونه وتعتني به وبزائريه الذين يأتون إليه من كافة أنحاء العالم للتبرك وللزيارة.